# Kühbach (Ammer)
Der Kühbach ist ein Bach in Oberbayern. Er entsteht westlich des Weilers Kreut (Landkreis Weilheim-Schongau) und fließt in weitgehend östlicher Richtung bis zu seiner Mündung in die Ammer bei der Soyermühle.